# Listă terminologică utilizată în ciclul Dune
Prezenta pagină este o listă de termeni folosiți în universul ficțional Dune, creat de Frank Herbert, sursa fiind glosarul din seria Dune. Termenii ce au o definiție prea scurtă spre a avea pagină separată vor fi trecuți cu litere îngroșate, iar cei despre care există destulă informație vor apărea și ca legătură internă, având doar o foarte scurtă explicație.

## A
- Aba ~ Robă largă, de obicei neagră, purtată de femeile fremene și de Surorile Bene Gesserit
- Abomination ~ Termen Bene Gesserit atribuit unui ne-născut încă, astfel fiind susceptibil de a fi stăpânit de personalitățile ancestrale din Celelalte Memorii.
- Ajidamal (sau Amal) ~ Revărsare dezastruoasă de melanj sintetic, provocată de Proiectul Tleilaxu Amal de producere și rafinare a mirodeniei în cuvele axlotl.
- Akarso  ~ Plantă originară de pe planeta Sikun (Sistemul 70 Ophiuchi A) având frunze alungite. Dungile sale verzi, alternate cu dungi albe indică zone active și zone pasive ale clorofilei.
- al-Lat ~ "Soarele inițial"; prin extensie, Soarele principal al unei anumite planete.
- Ampoliros ~ "Legendarul 'Olandez Zburător' spațial; "Jessica Atreides, referirindu-se la perioada pre-ghildară din Dune, spune "Asemeni oamenilor pierduți în căutări interstelare, Ampoliros — sătul de armele lor — etern căutând, mereu pregătit, niciodată pus la punct."
- Amtal (sau Pravila Amtal) ~ Regulă de bază în lumile primitive conform căreia ceva sau cineva este testat pentru a i se știi rezistența, limitele sau defectele. Uzual, desemna supunerea la încercarea dusă până la distrugere.
- Arafel ~ "norul care întunecă judecata sfăntă", formă metaforică din Seria Dune de a descrie sfârșitul universului și pieirea omenirii. Ducele Leto II a evitat arafel prin calea urmată de el, numită Poteca de Aur.
- Arrakis ~ Un alt nume al planetei Dune, locul de desfășurare al acțiunii seriei Dune
- Aripă (carryall) ~ Vehicul aerian existent pe Arrakis, utilizat pentru transportul șenilelor la locul de recoltare al mirodeniei, la descoperirea petelor de mirodenie, la observarea împrejurimilor. În cazul apropierii unui vierme de nisip, aripa ridică rapid șenila, salvând-o.
- Ayat ~ Semnele vieții. (Vezi Burhan.)

## B
- Baliset ~ Instrument muzical cu nouă corzi, descendent liniar din zithra, acordat în scala Chusuk și acționat prin ciupire. Este instrumentul favorit al Trubadurilor Imperiali.
- Baraka ~ Om sfânt, aflat în viață, care are puteri magice.
- Bashar ~ Grad militar situat sub tradiționalul colonel, utilizat în principal pentru comandantul unui subdistrict planetar; alternativ, gradul de colonel bashar, sau Bashar suprem se conferă comandantului suprem.
- Bene Gesserit ~ Ordin matriarhal puternic, cu caracter secret, al cărui membri posedă puteri extraordinare, de ordin fizic și mental.
- Bene Tleilax ~ (sau Tleilaxu) ~ Rasă patriarhală puternică, cu caracter secret, cunoscută pentru tehnologiile sale de manipulare genetică.
- Burhan ~ Dovezile vieții. Uzual, ayat-ul și burhan-ul vieții (Vezi Ayat).
- Burseg ~ Militar cu gradul de general.

## C
- Caid ~ Grad de ofițer sardaukar conferit în general unui oficial militar care se ocupă de relațiile cu civilii; Guvernator militar al unui district planetar; este superior gradului de bashar, dar inferior celui de burseg.
- Carryall' – Vedeți intarea aripă "[1]
- Chakobsa ~ Limbaj fremen antic de pe planeta Arrakis, cunoscut de puțini oameni din exteriorul societăți fremene, și de unele Maici Bene Gesserit.[2]
- Chaumas ~ Otravă administrabilă în hrană solidă, diferită de cea administrată pe orice altă cale.
- Chaumurky ~ Otravă administrată in băuturi."[1]
- CHOAM (Combine Honnete Ober Advancer Mercantiles) ~ Corporație universală de dezvoltare, aflată sub controlul imperial și al Marilor Case, și având ca parteneri taciți Ghilda și Ordinul Bene Gesserit. În esență, această corporație controlează economia universului cunoscut prin deținerea de acțiuni și de posturi de conducere, stabilind venitul fiecărei Case și supraveghindu-i pârghiile financiare.
- Cogitor ~ Unul din cei câțiva filosofi antici, al cărui creier era transplantat într-un container, astfel încât acesta să poată analiza universul indefinit.
- Con de tăcere ~ O zonă în care sunetele vocii omenești sunt anulate de vibrații similare produse în anti-fază pentru conservarea intimității conversației. "[1] Oricum, zona nu obstrucționează vederea, mișcările buzele fiind vizibile. [2]
- Cristai  ~  o armă confecționată dintr-un dinte de vierme de nisip, numit de fremeni "Shai-Hulud", o ființă gigantică ce trăiește în nisipurile planetei Arrakis.
- Cutterray ~ Versiune cu bătaie scurtă a unei arme de tipul lasgun, utilizată mai ales ca unealtă de tăiere și ca scalpel. "[1]
- Cuvă Axlotl ~ Cuvă biologică în care se poate produce ghola sau mirodenie.
- Cymek ~ Un anumit tip de cyborg; mai specific, un creier uman implantat într-un corp artificial care funcționează ca un ansamblu de arme. [3]

## F
- Furtună Coriolis ~ Furtună de nisip pe planeta Arrakis, în care "vânturile ce bat în zonele deschise sunt amplificate de însăși mișcarea de revoluție a planetei, astfel încât se ajunge la viteza de 700 dekilometri pe oră."

## J
- Jihadul Butlerian ~ Cruciadă a omenirii împotriva mașinilor inteligente.

## K
- Kwisatz Haderach ~ Concept al Bene Gesserit utilizat pentru a descrie "cel necunoscut pentru care se căuta o soluție genetică".  Un bărbat, care urma a fi "obținut" în viitor, care urma să fie rezultatul unui procedeu de încrucișare foarte selectiv și dirijat, ale cărui puteri mentale urmau a uni sincron spațiul și timpul.

## M
- Mahdi ~ În legendele mesianice fremene, "Cel care ne va călăuzi spre Paradis".
- Maica cea Mare ~ Zeiță cu coarne, principiul feminin al spațiului (uzual, Maica Spațiu), fața feminină a trinității masculin-feminin-neutru, recunoscută ca ființă supremă în multe religii din Imperiu.
- Mentat ~  Ființă umană special antrenată mental pentru a face calcule complexe cu viteza și precizia unei mașini (aidoma unui calculator)
- Melanj ~ "Mirodenia mirodeniilor", produsul al cărui unică sursă este planeta Arrakis. Mirodenia, renumita mai ales pentru insusirile sale geriatrice, formeaza o "obisnuita" neglijabila, daca este consumata in cantitati reduse, si o "obisnuita" definitiva, daca este absorbit in cantitati mai mari de 2 g / zi la o greutate de 70 kg. ( vezi IBAD, APA VIETII si PREMIRODENIE ). Muad'Dib a pretins ca sursa de baza a puterilor sale ar fi fost mirodenia. Navigatorii Ghildei au emis afirmatii similare. Pretul melanjului pe piata imperiala a atins uneori valoarea de 620000 de solari decagramul.
- Muad'Dib ~ Numele fremen al personajului principal, Paul Atreides
- Mudir ~ stăpân

## V
- Vierme (Dune) – "Viermii" planetei Dune (sau Arrakis) sunt ființe vii foarte mari (de lungimi de până la zeci de metri și diametre de ordinul metrilor) de formă tubulară, care trăiesc și se deplasează prin nisipul planetei aidoma unor ființe acvatice în apă. Viermii au un fel de schelet extern inelar rigid, alcătuit din sute de inele rigide paralele, pe care se găsește întins tegumentul lor extern. Viermii sunt unica sursă de mirodenie (sau melanj) din Univers.